# Когда дует ветер (мультфильм)
«Когда дует ветер» (англ. When the Wind Blows) — полнометражный анимационный фильм режиссёра Джимми Мураками, вышедший на экраны в 1986 году. Экранизация одноимённого графического романа британского писателя Рэймонда Бриггса о супругах, переживающих начало ядерной войны. Кроме рисованной анимации, в фильме использована покадровая съёмка, с помощью которой изображена обстановка, окружающая персонажей. Оригинальный саундтрек к фильму сочинил Роджер Уотерс; заглавную песню написал и исполнил Дэвид Боуи.
Лента получила приз за лучший полнометражный фильм на фестивале анимационных фильмов в Анси, а также претендовала на главный приз фестиваля «Фантаспорто».

## Сюжет
Джим Блоггс (озвучивает Джон Миллс) и его жена Хильда (голос Пегги Эшкрофт) — пожилая пара, ведущая тихую жизнь в уединённом сельском домике. В то время как его супруга полностью поглощена хлопотами по хозяйству, муж старается следить за тем, что происходит в мире; его беспокоит напряжённая международная обстановка, которая со дня на день может обернуться ядерной войной с СССР.
Однажды, вернувшись из города, Джим привозит с собой несколько буклетов о выживании в условиях атомной бомбардировки. Не медля ни дня, он приступает к сооружению импровизированного убежища, заготавливает скромные запасы еды и питья; всё это время Хильда продолжает заниматься своими каждодневными делами. Отчасти из наивности, отчасти из веры в свою страну и правительство супруги убеждены, что благополучно переживут войну, точно так же как пережили когда-то, когда были ещё детьми, немецкие бомбардировки. И вот голос по радио сообщает, что советские ракеты выпущены и через три минуты поразят цель.
После ядерного взрыва супруги пытаются продолжать обычную жизнь, надеясь на то, что война выиграна и скоро власти пришлют помощь. Однако их дом частично разрушен, вся растительность вокруг пожухла, продукты питания заканчиваются и воду можно брать только во время дождя. Не понимая, что они подвергаются радиоактивному заражению, Блоггсы чувствуют, что их состояние стремительно ухудшается, и в конце концов они ложатся в своём укрытии и пытаются молиться…

## Саундтрек

### Список композиций
Все композиции, за исключением специально оговорённых случаев, написаны Роджером Уотерсом и исполнены Уотерсом и The Bleeding Heart Band.
1. When the Wind Blows (слова: Дэвид Боуи; музыка: Дэвид Боуи, Эрдал Кизилкей) — 3:35
  - Исполнитель: Дэвид Боуи
2. Facts And Figures (Хью Корнуэлл) — 4:19
  - Исполнитель: Хью Корнуэлл
3. The Brazilian (Тони Бэнкс, Фил Коллинз, Майк Резерфорд) — 4:51
  - Исполнитель: Genesis
4. What Have They Done? (Крис Диффорд, Гленн Тилбрук) — 3:39
  - Исполнитель: Squeeze
5. The Shuffle (Пол Хардкастл) — 4:16
  - Исполнитель: Пол Хардкастл
6. The Russian Missile — 0:10
7. Towers of Faith — 7:00
8. Hilda’s Dream — 1:36
9. The American Bomber — 0:07
10. The Anderson Shelter — 1:13
11. The British Submarine — 0:14
12. The Attack — 2:53
13. The Fall Out — 2:04
14. Hilda’s Hair — 4:20
15. Folded Flags — 4:51

Текст песни Folded Flags, исполняемой во время финальных титров, отсылает к известной песне Hey Joe в строках «Эй, Джо, куда это ты идёшь с ружьём в руке?» (Hey Joe, where you goin' with that gun in your hand?) и «Эй, Джо, куда это ты идёшь с догмой в голове?» (Hey Joe, where you goin' with that dogma in your head?).

### Участники записи
Состав The Bleeding Heart Band:
- Роджер Уотерс — бас-гитара, акустическая гитара, вокал (Towers of Faith, Folded Flags)
- Джей Степли — гитара
- Джон Гордон — бас-гитара
- Мэтт Ирвинг — клавишные, орган
- Ник Гленни-Смит — пианино, орган
- Джон Линвуд — программирование ударных
- Фредди Крч — ударные, перкуссия
- Мел Коллинз — саксофон
- Клэр Торри — бэк-вокал (Towers of Faith)
- Пол Кэррак — клавишные, бэк-вокал (Folded Flags)